# Matheus Pereira
Matheus Fellipe Costa Pereira (Belo Horizonte, 5 de maio de 1996) é um futebolista brasileiro que atua como meio-campista. Joga pelo Cruzeiro.

## Carreira

### Início
Matheus Pereira começou a jogar nas categorias de base do Democrata e do Filadélfia, clubes de relevância do interior mineiro e da cidade de Governador Valadares, em Minas Gerais. Em 2007, mudou-se para Portugal e começou a jogar pelo Trafaria.

### Sporting B
Com 15 anos, foi visto pelo olheiro do Sporting, José Meireles, que o convidou a jogar pelo juvenil. Com 22 gols em 25 jogos pela equipe juvenil, foi chamado para jogar pelo Sporting B e estreou no dia 18 de janeiro de 2014, num empate em 1–1 contra o Trofense.

### Sporting
Devido às boas atuações pelo Sporting B, o brasileiro teve o seu contrato renovado e foi promovido à equipe principal em setembro de 2015 por Jorge Jesus, e estreou num jogo contra o Beşiktaş no dia 1 de outubro.
Pela equipe principal do Sporting, fez 27 jogos, marcou seis gols e deu quatro assistências, deixando a equipe ao final da temporada 2016–17 por empréstimo.

### Chaves
No dia 26 de julho de 2017, foi emprestado ao Chaves. Em sua temporada pelo Chaves na elite portuguesa, Matheus participou de 30 partidas, marcando oito gols e distribuindo cinco assistências.

### Nurnberg

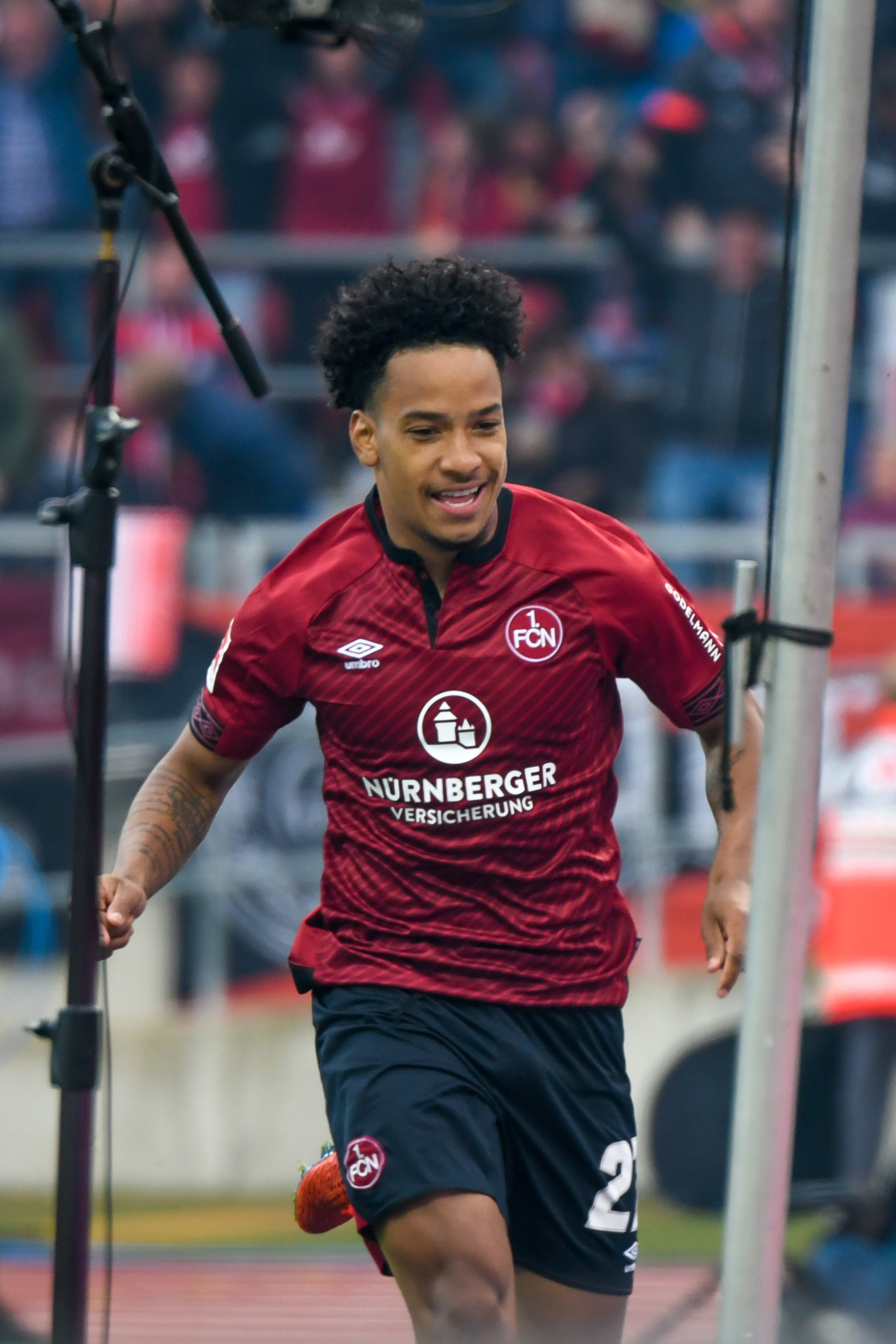
Matheus Pereira, pelo Nürnberg, em 2019.

Após boa temporada no Chaves, o jogador foi emprestado ao Nürnberg no dia 31 de agosto de 2018. Em sua passagem pelo futebol alemão, Matheus Pereira fez 21 jogos, marcou três gols e deu duas assistências.

### West Bromwich

#### 2019–20
Em 8 de agosto de 2019, foi para o West Bromwich Albion, da Inglaterra. O jogador assinou por empréstimo com opção de compra automática, caso atingisse os 30 jogos na Championship. Com ótimas atuações na temporada 2019–20, fez 43 partidas, marcou oito gols e deu 20 assistências, ajudando o clube a voltar à Premier League. Com isso, teve a sua compra em definitivo realizada no dia 17 de agosto de 2020.

#### 2020–21
Na temporada seguinte, dessa vez na elite inglesa, Matheus Pereira foi uma das peças mantidas no elenco do West Bromwich, e destacou-se mais uma vez pelos ingleses. O brasileiro participou de 34 partidas na temporada 2020–21, marcando 11 gols e distribuindo seis assistências. Apesar do bom desempenho individual, suas atuações não foram o suficiente para evitar o rebaixamento da sua equipe.
No total com a camisa do West Bromwich, Matheus Pereira realizou 77 partidas, marcou 20 gols e deu 26 assistências.

### Al-Hilal

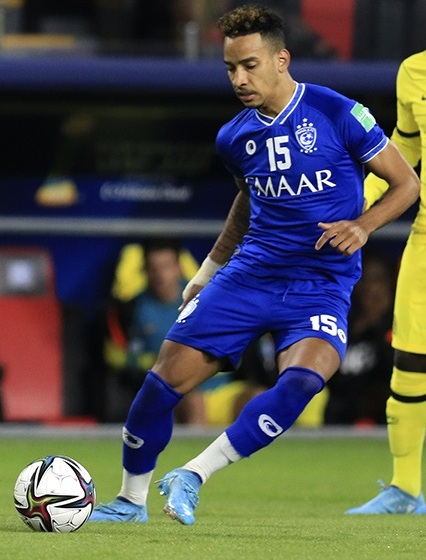
Matheus Pereira, pelo Al-Hilal, no Mundial de Clubes de 2022.

Em 6 de agosto de 2021, teve a sua contratação anunciada pelo Al-Hilal. Pelo clube saudita, o jogador participou de 45 jogos, marcou três gols e deu 15 assistências.

### Al-Wahda
Foi emprestado para o Al-Wahda, dos Emirados Árabes, no dia 22 de janeiro de 2023.
O brasileiro encerrou sua passagem pelo Al-Wahda com 10 jogos, um gol marcado e quatro assistências distribuídas.

### Cruzeiro

#### 2023
Matheus Pereira teve a sua contratação anunciada pelo Cruzeiro no dia 24 de julho de 2023, vindo inicialmente por empréstimo do Al-Hilal até o meio do ano de 2024. O jogador estreou pela equipe Celeste no dia 29 de julho, saindo do banco de reservas e entrando nos minutos finais do empate em 3–3 contra o Athletico Paranaense. Marcou seu primeiro gol pelo Cruzeiro no dia 30 de novembro, em um novo empate contra o Athletico Paranaense, dessa vez por 1–1, em partida válida pelo Campeonato Brasileiro.

#### 2024
Com a saída de Nikão, Matheus Pereira recebeu a camisa 10 do Cruzeiro. Após as boas atuações na temporada 2023, o Cruzeiro acertou a sua compra em definitivo no dia 27 de maio. No acordo firmado com o Al Hilal, o clube celeste desembolsou 5,5 milhões de euros (cerca de 31 milhões de reais) pela contratação definitiva do camisa 10, se tornando até então uma das maiores contratações da história do clube em valores absolutos. Matheus assinou um contrato até o meio do ano de 2026, com opção de renovação.
O meia teve grande atuação no dia 13 de junho, sendo decisivo com um gol e uma assistência na vitória por 2–1 contra o Cuiabá, no Mineirão. Mantendo a boa fase, Matheus Pereira voltou a balançar as redes no dia 30 de junho, mas não conseguiu impedir a derrota por 2–1 para o Flamengo, em jogo realizado no Maracanã.
No final do ano, Matheus recebeu o prêmio de artilheiro e "garçom" do Estádio Mineirão na temporada de 2024. O jogador contabilizou sete gols e dez assistências distribuídas no Gigante da Pampulha ao longo do ano. O meia encerrou a temporada sendo o principal destaque da Raposa ao longo do ano, terminando como maior artilheiro e assistente da equipe. Disputou 59 partidas, marcando 11 vezes e distribuindo 15 passes para gol.

#### 2025
Na temporada 2025, Matheus Pereira marcou seu primeiro gol do ano no dia 15 de janeiro, num amistoso da FC Series, em Orlando. Aos 30 segundos do primeiro tempo, num lance relâmpago, o jogador abriu o placar contra o São Paulo. Em fevereiro de 2025, o Cruzeiro acertou a venda de Matheus Pereira ao Zenit da Rússia, mas, mesmo após muitas negociações, e as partes já terem estabelecido um acordo, o jogador decidiu rejeitar a proposta e seguir no clube.
Desencantou na temporada na goleada por 4-0 sobre o Sport, na Ilha do Retiro, em 11 de maio, pelo Brasileirão. Na ocasião, Matheus Pereira marcou 2 gols e comandou a vitória celeste, indo às redes de forma oficial após 5 meses.
Marcou o único gol da vitória no amistoso contra o Banfield, pela Vitória Cup, no dia 6 de julho, no Kléber Andrade. Após desvio de Kaio Jorge, Matheus Pereira escorou pro gol.
Comandando a ótima fase do time de Leonardo Jardim no Brasileirão, Matheus Pereira marcou o segundo gol da vitória por 2-0 sobre o Botafogo no Nilton Santos, em 3 de agosto. Após jogada de velocidade de Kaio Jorge, o camisa 10 finalizou pro gol, que manteve o Cruzeiro dentre os primeiros colocados.

## Seleção Nacional
Recebeu sua primeira convocação para a Seleção Brasileira no dia 11 de outubro de 2024, sendo chamado por Dorival Júnior para substituir Lucas Paquetá numa partida contra o Peru, válida pelas Eliminatórias da Copa do Mundo.
Estreou pelo Brasil usando a camisa 8, no dia 15 de outubro, recebendo a oportunidade vindo do banco de reservas.

## Vida pessoal

### Infância e vida difícil na Europa
Nascido em Belo Horizonte, Matheus Pereira contou que as dificuldades começaram quando ele tinha dois anos. A então criança foi internada no hospital com pneumonia "que os médicos não conseguiam curar".
| “                 | Meu corpo não reagia aos antibióticos. Na nossa família, quando relembram daquelas semanas de angústia e orações, dizem que eu fiquei “entre a vida e a morte”. E que só escorreguei pro lado da vida porque certa tarde meu pai apareceu com uma bola de futebol e ela me encheu da energia que eu precisava pra sarar. | ” |
| — Matheus Pereira | |   |

A família se mudou para Governador Valadares, os pais e os cinco filhos. A tentativa de melhorar de vida não deu certo, e o pai se mudou para Portugal. A mãe seguiu o mesmo caminho, um ano depois. Os cinco filhos permaneceram em Belo Horizonte com a avó surda e muda.
| “ | Eu era um menino de 11 anos, meus pais tinham se mudado para Lisboa e a minha educação dali pra frente seria responsabilidade de uma senhora de idade que não falava nem ouvia. Pra completar, uns tios meus que também moravam ali eram envolvidos com tráfico de drogas. | ” |

Matheus contou que a mãe voltou para o Brasil e buscou os filhos para morar em Portugal. Mesmo sendo ilegais, a imigração permitiu que a família entrasse em solo europeu. Em Lisboa, o então garoto de 13 anos treinou por dois anos ilegalmente, sem poder disputar partidas. Aos 15, conseguiu visto e assinou o primeiro contrato com o Sporting. Perto disso, os pais se separaram, e Matheus foi morar no CT. O jogador vinha atuando pelo time principal do Sporting, mas se mostrava pouco comprometido.
Matheus contou que escapou de um teste de antidoping, mas que o Sporting perdeu a paciência com a sua rebeldia. O jogador foi emprestado ao Chaves, de Portugal. Voltou a ter dificuldades psicológicas, mas Luís Castro ex-Botafogo, o ajudou.
| “ | Um dia, depois de mais um treino péssimo, eu bati na porta da sala do Luis Castro. Eu me sentia aflito, parecia que meu peito ia explodir. Contei tudo pra ele. | ” |

Após deixar o Chaves, Matheus Pereira foi emprestado ao Nuremberg, da Alemanha. Por lá ficou uma temporada.
Após deixar o clube, foi negociado com o West Bromwich, da Inglaterra, para jogar na Segunda Divisão. Conseguiu acesso à Premier League, viveu ótima fase, era o melhor momento da carreira. Mas não na vida pessoal.
| “                                            | Só uma coisa me incomodava: a relação com a minha família estava ruim e, pra manter o foco na carreira e ter paz, eu tive de tomar uma decisão muito difícil: me afastar de vez dos meus pais. Paramos de nos falar, cortei todos os contatos. Nas duas temporadas, eu fui destaque do West Brom. Performei com uma regularidade que nunca havia tido. Mas isso não impediu que a equipe voltasse para a segunda divisão. Era o tempo da pandemia de Covid, e os clubes resolveram segurar os investimentos. Apareceu uma proposta absurda do Al-Hilal, da Arábia Saudita, e eu me mudei mais uma vez. | ” |
| — Matheus Pereira para o The Players Tribune | |   |

Matheus se mudou para a Arábia Saudita junto da esposa, mas as coisas não ocorreram como desejava, mesmo com o alto salário que passou a receber. Segundo o jogador, porque ficou distante da comunidade cristã que convivia na Inglaterra. Houve até possibilidade uma transferência para o Corinthians.

### Luta contra a depressão
Em entrevista ao The Players Tribune, Matheus Pereira contou que conviveu com momentos muito difíceis, mesmo quando mais obteve sucesso, quando ainda jogava na Inglaterra e no Oriente Médio. Um passado com drogas, bebidas, e onde mesmo com a ascenção de sua carreira, lutava contra a depressão.
A situação teria chegado ao limite quando atuou pelo Al-Wahda, emprestado. Lá, morava em um hotel com a esposa no 19º andar. Matheus conta que pensou em fazer o pior.
| “                                            | Um dia eu abri a janela do nosso apartamento com vista espetacular e só não me joguei porque a minha esposa foi mais rápida. Ela me agarrou, me puxou pra dentro e a gente ficou um tempão chorando abraçado ali no chão da sala, sabendo que não era o fim, nem o meu, nem o do meu sofrimento. | ” |
| — Matheus Pereira para o The Players Tribune | |   |

Matheus Pereira contou que, quando ainda jogava pelo Al-Wahda, nos Emirados Árabes, começou a fazer terapia quatro vezes por semana. O meia, no Oriente Médio ainda teve outra grave recaída.
Neste momento, Matheus Pereira concluiu que o futebol era o culpado das suas dificuldades. Ele teria de voltar para o Al Hilal. Mas havia decidido que iria romper o contrato e parar de jogar futebol. Mas um amistoso da Seleção mudou o caminho.
| “                                            | Naquela altura, eu já tinha prometido à minha esposa e a mim mesmo que não voltaria de jeito nenhum para a Arábia e não cumpriria o restante do contrato no Al-Hilal. Mas aí a Seleção Brasileira foi fazer um amistoso contra Senegal em Alvalade, o estádio do Sporting. Bom, quer saber? Tô aqui de bobeira, com tempo de sobra, vou lá. Comprei ingresso e fui assistir. De repente, sentado na arquibancada, eu me pego emocionado. Sinto meu coração bater diferente. Comecei a fantasiar que o treinador ia me chamar e eu ia entrar em campo pra ajudar a Seleção. | ” |
| — Matheus Pereira para o The Players Tribune | |   |

### Superação
Depois de pensar em parar de jogar futebol, Matheus Pereira recebeu contato do Cruzeiro, em julho de 2023. Era seu clube de coração o chamando para assumir a posição de camisa 10.
| “ | Eu sempre fui cruzeirense. Antes que tudo acontecesse, quando o futebol era só uma alegria imensa e verdadeira, eu brincava de bola querendo ser o Alex, querendo vencer a Tríplice Coroa, mesmo que todos os meus familiares torcessem para o rival. Se podia dar certo, se havia alguma esperança, o Cruzeiro era o meu único caminho. Juntei as minhas coisas em Portugal e, ansioso, pela primeira vez fiz uma grande mudança por livre e espontânea vontade. | ” |

Desde julho de 2023, Matheus Pereira está no seu time do coração.
| “ | No Cruzeiro eu reencontrei mais do que paz. Eu me reencontrei. Parece bobagem, mas não é. Porque no meio da escuridão, e eu andei muito por lá, a coisa mais difícil que tem é a gente se reconhecer. Miúdo, na vida, às vezes, quando a gente não consegue sozinho, tem que deixar outro nos guiar. Fique calmo. Sempre haverá estrelas iluminando o céu, mesmo que você não as veja por causa dos dias nublados. O futebol mais uma vez me estendia a mão. Eu entendi que o “outro” que me guiaria era Deus. Me agarrei nisso, me reconciliei com a minha fé e, aos poucos, fui melhorando. | ” |

## Estatísticas
Atualizadas até 17 de julho de 2025.
| Equipe            | Temporada         | Campeonato nacional | Campeonato nacional | Campeonato nacional | Copa nacional[a] | Copa nacional[a] | Copa nacional[a] | Competições continentais[b] | Competições continentais[b] | Competições continentais[b] | Outros torneios[c] | Outros torneios[c] | Outros torneios[c] | Total | Total | Total   |
| Equipe            | Temporada         | Jogos               | Gols                | Assist.             | Jogos            | Gols             | Assist.          | Jogos                       | Gols                        | Assist.                     | Jogos              | Gols               | Assist.            | Jogos | Gols  | Assist. |
| ----------------- | ----------------- | ------------------- | ------------------- | ------------------- | ---------------- | ---------------- | ---------------- | --------------------------- | --------------------------- | --------------------------- | ------------------ | ------------------ | ------------------ | ----- | ----- | ------- |
| Sporting B        | 2013–14           | 4                   | 0                   | 1                   | —                | —                | —                | —                           | —                           | —                           | —                  | —                  | —                  | 4     | 0     | 1       |
| Sporting B        | 2014–15           | 11                  | 1                   | 3                   | —                | —                | —                | —                           | —                           | —                           | —                  | —                  | —                  | 11    | 1     | 3       |
| Sporting B        | 2015–16           | 12                  | 8                   | 4                   | —                | —                | —                | —                           | —                           | —                           | —                  | —                  | —                  | 12    | 8     | 4       |
| Sporting B        | 2016–17           | 14                  | 8                   | 5                   | —                | —                | —                | —                           | —                           | —                           | —                  | —                  | —                  | 14    | 8     | 5       |
| Sporting B        | Total             | 41                  | 17                  | 13                  | —                | —                | —                | —                           | —                           | —                           | —                  | —                  | —                  | 41    | 17    | 13      |
| Sporting          | 2015–16           | 8                   | 0                   | 0                   | 2                | 2                | 0                | 5                           | 3                           | 1                           | 3                  | 0                  | 1                  | 18    | 5     | 2       |
| Sporting          | 2016–17           | 7                   | 1                   | 2                   | 1                | 0                | 0                | —                           | —                           | —                           | 1                  | 0                  | 0                  | 9     | 1     | 2       |
| Sporting          | Total             | 15                  | 1                   | 2                   | 3                | 2                | 0                | 5                           | 3                           | 1                           | 4                  | 0                  | 1                  | 27    | 6     | 4       |
| Chaves            | 2017–18           | 27                  | 7                   | 5                   | 2                | 1                | 0                | —                           | —                           | —                           | 1                  | 0                  | 0                  | 30    | 8     | 5       |
| Chaves            | Total             | 27                  | 7                   | 5                   | 2                | 1                | 0                | —                           | —                           | —                           | 1                  | 0                  | 0                  | 30    | 8     | 5       |
| Nurnberg          | 2018–19           | 19                  | 3                   | 2                   | 2                | 0                | 0                | —                           | —                           | —                           | —                  | —                  | —                  | 21    | 3     | 2       |
| Nurnberg          | Total             | 19                  | 3                   | 2                   | 2                | 0                | 0                | —                           | —                           | —                           | —                  | —                  | —                  | 21    | 3     | 2       |
| West Bromwich     | 2019–20           | 42                  | 8                   | 20                  | 1                | 0                | 0                | —                           | —                           | —                           | —                  | —                  | —                  | 43    | 8     | 20      |
| West Bromwich     | 2020–21           | 33                  | 11                  | 6                   | 1                | 1                | 0                | —                           | —                           | —                           | —                  | —                  | —                  | 34    | 12    | 6       |
| West Bromwich     | Total             | 75                  | 19                  | 26                  | 2                | 1                | 0                | —                           | —                           | —                           | —                  | —                  | —                  | 77    | 20    | 26      |
| Al-Hilal          | 2020–21           | 4                   | 0                   | 0                   | —                | —                | —                | —                           | —                           | —                           | —                  | —                  | —                  | 4     | 0     | 0       |
| Al-Hilal          | 2021–22           | 22                  | 2                   | 11                  | 2                | 0                | 0                | 3                           | 0                           | 1                           | 4                  | 1                  | 1                  | 31    | 3     | 15      |
| Al-Hilal          | 2022–23           | 9                   | 0                   | 0                   | 1                | 0                | 0                | —                           | —                           | —                           | —                  | —                  | —                  | 10    | 0     | 0       |
| Al-Hilal          | Total             | 35                  | 2                   | 11                  | 3                | 0                | 0                | 3                           | 0                           | 1                           | 4                  | 1                  | 1                  | 45    | 3     | 15      |
| Al-Wahda          | 2022–23           | 10                  | 1                   | 4                   | —                | —                | —                | —                           | —                           | —                           | —                  | —                  | —                  | 10    | 1     | 4       |
| Al-Wahda          | Total             | 10                  | 1                   | 4                   | —                | —                | —                | —                           | —                           | —                           | —                  | —                  | —                  | 10    | 1     | 4       |
| Cruzeiro          | 2023              | 15                  | 1                   | 1                   | —                | —                | —                | —                           | —                           | —                           | —                  | —                  | —                  | 15    | 1     | 1       |
| Cruzeiro          | 2024              | 34                  | 8                   | 7                   | 1                | 0                | 0                | 13                          | 2                           | 2                           | 11                 | 1                  | 6                  | 59    | 11    | 15      |
| Cruzeiro          | 2025              | 12                  | 2                   | 5                   | 2                | 0                | 0                | 2                           | 0                           | 0                           | 7                  | 0                  | 1                  | 23    | 2     | 6       |
| Cruzeiro          | Total             | 61                  | 11                  | 13                  | 3                | 0                | 0                | 15                          | 2                           | 2                           | 18                 | 1                  | 6                  | 97    | 14    | 22      |
| Total na carreira | Total na carreira | 283                 | 61                  | 76                  | 15               | 4                | 0                | 23                          | 5                           | 5                           | 27                 | 2                  | 8                  | 348   | 72    | 91      |

- a. ^ Jogos da Taça de Portugal, Copa da Alemanha, Copa da Inglaterra, Copa da Liga Inglesa, Copa do Rei Saudita e Copa do Brasil
- b. ^ Jogos da Liga Europa, Liga dos Campeões da Ásia e Copa Sul-Americana
- c. ^ Jogos da Taça da Liga, Mundial de Clubes, Super Copa Saudita e Campeonato Mineiro

## Títulos
Al-Hilal
- Supercopa da Arábia Saudita: 2021
- Liga dos Campeões da AFC: 2021
- Campeonato Saudita: 2021–22